# Jorge Amaya
Jorge Alberto Amaya Banegas (Tegucigalpa, 8 de mayo de 1970) es un historiador, profesor y escritor hondureño. Es conocido por sus libros Los Árabes y Palestinos en Honduras, Los Judíos en Honduras y Los Chinos de Ultramar en Honduras.

## Biografía
Jorge Alberto Amaya Banegas nació en Tegucigalpa el 8 de mayo de 1970, hijo de Raúl Amaya e Irma Guadalupe Banegas.Ingresó como Bachiller en Ciencias y Letras del Instituto Jesús Milla Selva de Tegucigalpa. Prosiguió con sus estudios a nivel superior en la Universidad Nacional Autónoma de Honduras, donde se tituló como Licenciado en Historia en 1995 y, cuatro años después, en 1999, obtuvo un Doctorado en Ciencias Políticas y Sociología por la Universidad Complutense de Madrid.
Jorge Amaya es un reputado profesor hondureño conocido, principalmente, por sus trabajos como profesor titular en algunas de las principales universidades de Honduras:
- Universidad Nacional Autónoma de Honduras
- Universidad Católica de Honduras
- Universidad Zamorano
- Universidad Tecnológica Centroamericana
- Universidad Pedagógica Nacional Francisco Morazán.

## Libros
- Historia de Honduras (1996)
- Los Árabes y Palestinos en Honduras (1997)
- Los Judíos en Honduras (1999)
- Introducción al estudio de la historia (2002)
- La comunidad garífuna y sus desafíos en el siglo XXI (2002)
- Los Chinos de Ultramar en Honduras (2002)
- El que esté libre de pecado... (2013)

## Premios
- Premio “Ramón Amaya Amador” otorgado por la Universidad Nacional Autónoma de Honduras (1991).
- Premio Centroamericano de Estudios Históricos “Rey Juan Carlos I” otorgado por el Gobierno de España (1995).
- Premio Latinoamericano de Investigación “Luis Beltrán Prieto Figueroa, Maestro de América” otorgado por el Gobierno de Venezuela (2006).